# Salme Sarajas-Korte
Salme Inkeri Sarajas-Korte, född 21 april 1925 i Loppis, död 11 mars 2017 i Helsingfors, var en finländsk konsthistoriker. Hon var syster till Annamari Sarajas och ingick 1950 äktenskap med Kai Korte. 
Sarajas blev student 1944, filosofie kandidat 1949, filosofie licentiat 1966, filosofie doktor 1967 och docent i konsthistoria vid Helsingfors universitet 1968. Hon var 1950–1967 amanuens vid Ateneum och 1967–1983 föreståndare för Finlands konstakademis utställnings- och informationsavdelning. Hon var 1980–1990 huvudredaktör för verket ARS Suomen taide, som utgavs 1987–1990 i sex band av förlaget Otava i samarbete med Finska kulturfonden. Hon disputerade på en avhandling om den tidiga symbolismen i Finland, Suomen varhaissymbolismi ja sen lähteet (1966, svensk översättning: Vid symbolismens källor, 1981). Hon tilldelades professors titel 1983.

## Utmärkelser
- Riddartecknet av I klass av Finlands Lejons orden[2]
- Riddare av Nationalförtjänstorden[2]
- Riddartecknet av Finlands Vita Ros’ orden[2]
- Kommendör av Dannebrogorden[2]

[Redigera Wikidata]